# Tomar
Tomar (tu'maɾ) è un comune portoghese di 43 006 abitanti situato nel distretto di Santarém, nella regione Centro, subregione Medio Tejo.
È una graziosa cittadina dell'antico Ribatejo sulle rive del rio Nabão con un bel centro storico dominata da un castello-fortezza dei Templari.
Il centro storico è caratterizzato da un reticolo di strade strette e si trova tra le rive del fiume e il colle coronato dalle mura del convento-fortezza dei Templari e dell'Ordine di Cristo, monumento principale della cittadina .

## Storia
Sotto la dominazione romana si chiamò Nabantia, fu occupata dagli arabi e, riconquistata alla metà del XII secolo, il primo re del Portogallo Don Alfonso Henriques l'assegnò ai templari come riconoscimento degli aiuti ricevuti nella lotta contro i musulmani da questo potente ordine di monaci-cavalieri. Il gran maestro dei templari del Portogallo Gualdim Pais iniziò la costruzione di una chiesa e nel 1162 di una fortezza su una collina al di là del fiume. La fortezza resistette a un attacco degli Almohadi nel 1190, fu ampliata e divenne l'attuale convento do Cristo.
Nel 1312 il papa Clemente V soppresse l'ordine dei templari e il re portoghese Dinis per non disperderne i beni e i valori, fondò nel 1318 l'Ordine dei Cavalieri di Cristo con sede prima a Castro Marim nell'Algarve e dal 1356 a Tomar. L'ordine, legato alla corona, fu governato dal 1418 al 1460 dal principe ereditario Enrico il Navigatore e dal 1492 al 1521 dal re Manuel I. L'ordine aveva come simbolo una croce rossa in campo bianco ed era apposto sulle bianche vele delle caravelle dei famosi navigatori portoghesi.
L'ordine cessò di esistere come tale e fu trasformato in semplice congregazione religiosa sotto il re João III che regnò dal 1521 al 1557, istituì l'Inquisizione in Portogallo e favorì i Gesuiti. Nel 1580, nel periodo di massimo declino dello Stato portoghese, il re di Spagna Filippo II fu incoronato anche re del Portogallo davanti alla porta della chiesa del convento di Cristo. Della situazione poco felice del paese ne risentì anche il ruolo politico di Tomar e l'importanza del convento le cui strutture furono trascurate nei secoli successivi: solo un recente intervento di manutenzione e restauro ha riportato il complesso architettonico nelle sue forme originarie.
Una festa che risale ad antiche tradizioni contadine per il raccolto e alle processioni religiose del sec. XIV si svolge a Tomar durante il mese di luglio per quattro giorni consecutivi con gran concorso di pubblico. Le donne sfilano per le strade portando in equilibrio sul capo un tabulterio, insieme composto artisticamente di pane e fiori.

## Monumenti e luoghi d'interesse

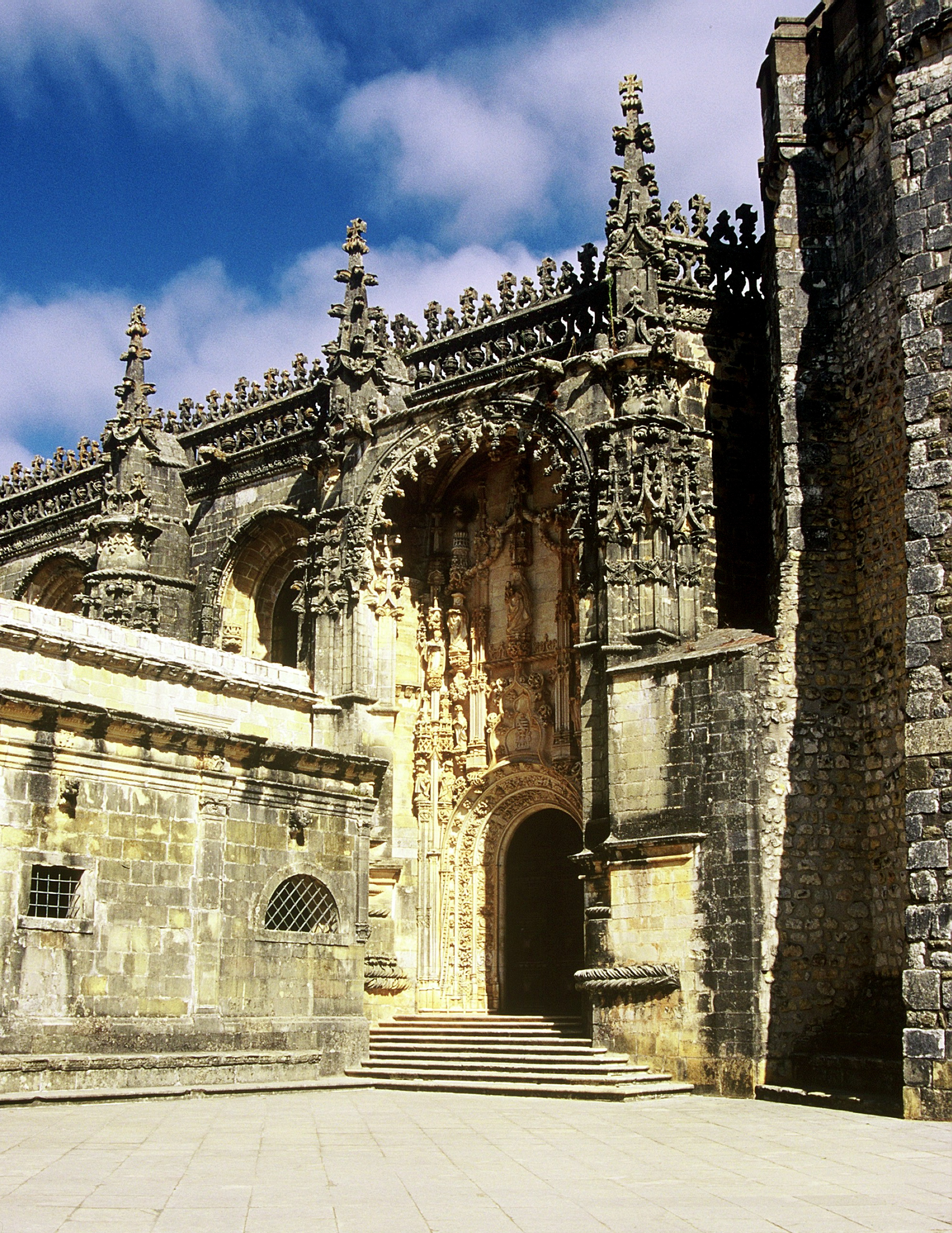
Interno del complesso del Convento do Cristo

- Il Convento dell'Ordine di Cristo, visitabile, dista un chilometro dal centro della città ed è un complesso di edifici che si sono sviluppati fino al secolo XVII intorno alla prima costruzione del XII secolo, testimoniando nelle strutture le vicende dei templari e dell'Ordine dei Cavalieri di Cristo connesse a quelle della nazione.
- La Chiesa dei Templari sorge subito dopo il portale del complesso conventuale ed è costituita dall'originaria rotonda romanica del XII secolo cui si innesta una grande navata rettangolare voluta da Manuel I alla fine del XV secolo. Sulla rotonda costituita c'è una cupola e la struttura della chiesa si rifà a quella simile della Basilica del Santo Sepolcro di Gerusalemme secondo una consuetudine seguita per tutte le chiese dell'Ordine.
- Chiesa di San Giovanni Battista, chiesa del XV secolo in stile manuelino.
- Nossa Senhora da Conceição è uno dei migliori esempi di architettura rinascimentale del Portogallo edificata nella prima metà del XVI secolo.
- Sinagoga costruita nella metà del XVI secolo rimase in uso soltanto per 50 anni. È sede di un museo che raccoglie iscrizioni ebraiche.
- Chiesa di Santa Iria del XVI secolo che si dice sia costruita sul luogo del martirio di santa Irene del Portogallo.
- parco Muchãu su un isolotto del Rio Nabão dove si trova un antico mulino ad acqua con pale di legno.
- Acueduto dos Pegoes è l'acquedotto ad arcate per superare un avvallamento costruito alla fine del XVI secolo dall'architetto bolognese Filippo Terzi, che operò per molti anni in Portogallo.
- Centro storico il centro della città è formato da un insieme di strade strette su cui si affacciano vecchie case ben conservate con balconi fioriti.

## Società

### Evoluzione demografica
| Popolazione di Tomar (1801 – 2004) | Popolazione di Tomar (1801 – 2004) | Popolazione di Tomar (1801 – 2004) | Popolazione di Tomar (1801 – 2004) | Popolazione di Tomar (1801 – 2004) | Popolazione di Tomar (1801 – 2004) | Popolazione di Tomar (1801 – 2004) | Popolazione di Tomar (1801 – 2004) | Popolazione di Tomar (1801 – 2004) |
| ---------------------------------- | ---------------------------------- | ---------------------------------- | ---------------------------------- | ---------------------------------- | ---------------------------------- | ---------------------------------- | ---------------------------------- | ---------------------------------- |
| 1801                               | 1849                               | 1900                               | 1930                               | 1960                               | 1981                               | 1991                               | 2001                               | 2004                               |
| 16536                              | 16786                              | 31360                              | 39179                              | 44161                              | 45672                              | 43139                              | 43007                              | 42983                              |

## Freguesias
- Além da Ribeira
- Alviobeira
- Asseiceira
- Beselga
- Carregueiros
- Casais
- Junceira
- Madalena
- Olalhas
- Paialvo
- Pedreira
- Sabacheira
- Santa Maria dos Olivais
- São João Baptista
- São Pedro de Tomar (antes S. Pedro da Beberriqueira)
- Serra

## Infrastrutture e trasporti
La città è servita dalla Linha do Norte su cui è situata la Stazione di Chão de Maçãs-Fátima.

## Amministrazione

### Gemellaggi
- Vincennes